# Lei de Dolbear

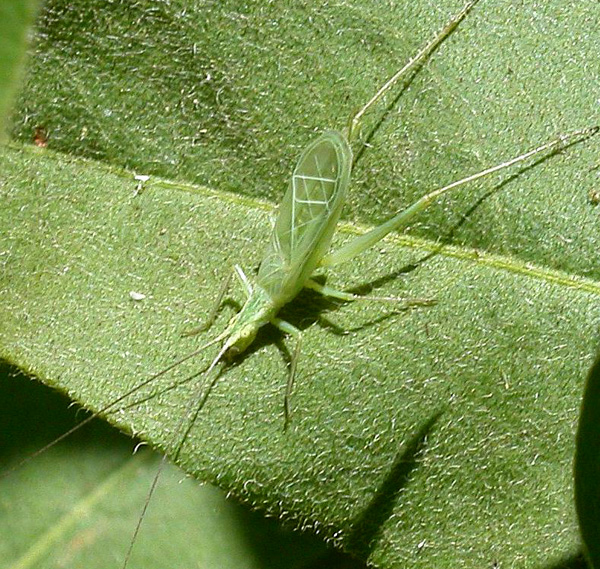
O grilo da árvore Oecanthus fultoni.

A Lei de Dolbear estabelece a relação entre a temperatura ambiente e a velocidade com que os grilos cantam.. Em 1897, o físico americano Amos Dolbear, no artigo “The Cricket as a Thermometer”, propôs a teoria de que a temperatura externa determinaria o número de cricris dos grilos, e com isso os grilos poderiam ser usados como termômetros naturais As observações de Dolbear sobre a relação entre a taxa de cricris do grilo e temperatura foram precedidas por um relatório de 1881 de Margarette W. Brooks, embora este artigo tenha passado despercebido até depois da publicação de Dolbear.
Dolbear não especificou a espécie de grilo que observou, embora pesquisadores subsequentes presumissem que fosse o "grilo das árvores nevadas" (Oecanthus niveus). No entanto, o grilo da árvore nevada foi erroneamente identificado como O. niveus nos primeiros relatórios e o nome científico correto para esta espécie é Oecanthus fultoni.
O chilrear dos grilos de campo mais comuns não é tão confiável quanto à temperatura - sua taxa de chilrear varia dependendo de outros fatores, como idade e sucesso de acasalamento. Em muitos casos, porém, a fórmula de Dolbear também é uma aproximação suficientemente próxima para os grilos de campo. Em 2007, a Dr. LeMone Peggy, do GLOBE Program, comprovou cientificamente que o método realmente funciona, mas somente quando a temperatura está acima de 12 graus Celsius, pois os grilos não gostam de namorar no frio.

## Fórmula
Dolbear expressou a relação como a seguinte fórmula que fornece uma maneira de estimar a temperatura "TF" em graus Fahrenheit a partir do número de chirps por minuto "N60":
{\displaystyle T_{F}=50+\left({\frac {N_{60}-40}{4}}\right).}
Esta fórmula é precisa dentro de um grau ou mais quando aplicada ao chilrear do grilo do campo .
A contagem pode ser acelerada simplificando a fórmula e contando o número de chirps produzidos em 15 segundos (N15):
{\displaystyle \,T_{F}=40+N_{15}}
Reformulado para dar a temperatura em graus Celsius (°C), é:
{\displaystyle T_{C}={\frac {N_{60}+30}{7}}}
Um método de atalho para graus Celsius é contar o número de chirps em 8 segundos (N8) e adicionar 5 (isso é bastante preciso entre 5 e 30 °C)::
{\displaystyle \,T_{C}=5+N_{8}}
As fórmulas acima são expressas em termos de números inteiros para torná-las mais fáceis de lembrar - elas não pretendem ser exatas.

## Nas aulas de matemática
Os livros didáticos de matemática às vezes citam isso como um exemplo simples de onde os modelos matemáticos falham, porque em temperaturas fora da faixa em que os grilos vivem , o total de chilrear é zero, pois os grilos estão mortos. Você pode aplicar a álgebra à equação e ver que, de acordo com o modelo a 1.000 graus Celsius (cerca de 1.800 graus Fahrenheit), os grilos devem cantar a 6.970 trinados por minuto (cerca de 116 trinados por segundo), mas nenhum grilo conhecido pode viver nessa temperatura chilrear.

## Na cultura popular
- Esta fórmula foi referenciada em um episódio (Temporada 3, Episódio 2, " The Jiminy Conjecture ") da sitcom de TV americana The Big Bang Theory (embora Sheldon tenha se referido a Amos Dolbear como Emile Dolbear e dado o ano de publicação como 1890).
- Também é referenciado em dois episódios (" Highs and Lows ", " Jungles ") do programa de comédia britânico QI.
- Richard Powers , autor do vencedor do Prêmio Pulitzer [The Overstory] (2018, WW Norton & Co.), faz sua personagem fictícia Patricia Westerman usar a fórmula (capítulo 11. Pg 436).
- A lei de Dolbear é mencionada no romance "Leielui" de Andrea De Carlo.

A lei de Dolbear também é mencionada no romance "Being Dead" de Jim Crace, 1999 ("A Natural History of Love", 2004, Ed. Guanda).